# Ray Charles at Newport
Ray Charles at Newport es un álbum en directo de Ray Charles grabado el 5 de julio de 1958, con ocasión de su actuación en el Newport Jazz Festival.

## Canciones
1. «Night Time Is the Right Time» (Ozzie Cadena/Lew Herman) – 4:06
2. «In a Little Spanish Town» (Sam Lewis/Mabel Wayne/Joe Young) – 3:47
3. «I Got a Woman» (Charles/Renald Richard) – 6:24
4. «Blues Waltz» (Max Roach) – 6:29
5. «Hot Rod» (Charles) – 3:43
6. «Talkin' 'Bout You» (Charles) – 4:26
7. «Sherry» (Hank Crawford) – 4:18
8. «A Fool for You» (Charles) – 7:15

## Personal
- Ray Charles – Teclados, voz, saxo alto
- Marcus Belgrave – trompeta
- Lee Harper – trompeta
- David Newman – saxo tenor
- Bennie Crawford – saxo barítono
- Edgar Wills – contrabajo
- Richie Goldberg – batería
- Marjorie Hendricks – voz
- The Raeletts – voces